# Enosch Wolf
Enosch Wolf (* 18. Oktober 1990 in Ludwigsburg) ist ein ehemaliger deutscher Basketballspieler.

## Karriere
Wolf wuchs in der Heimat seiner Mutter in Göttingen heran, wo sich die Familie zum Abschluss der Spielerlaufbahn seines Vaters 1998 niedergelassen hatte. Mit den Nachwuchsmannschaften der BG 74, für die Vater und Mutter bereits gespielt hatten, nahm Wolf unter anderem an der Nachwuchs-Basketball-Bundesliga (NBBL) teil. Auf Kurzeinsätze in der professionellen Herrenmannschaft der BG 74 verzichtete der heranwachsende Wolf zu dieser Zeit, da diese seine Spielberechtigung in der US-amerikanischen Collegeliga NCAA gefährdet hätten. Nach dem Vorspielen an der Wilbraham & Monson Academy (WMA) in Wilbraham (Massachusetts), einer studienvorbereitenden Schule, bekam Wolf schließlich 2010, ähnlich wie Maodo Lô ein Jahr später an der gleichen Einrichtung, ein Sportstipendium einer Hochschule in der NCAA Division I. Bei den Huskies der University of Connecticut begann er das Studium zusammen mit Niels Giffey. Angeführt von Kemba Walker gewann die Mannschaft 2011 die prestigeträchtige NCAA Division I Basketball Championship. Im Unterschied zu Giffey, der von Beginn an nennenswerte Einsatzzeit erhielt, musste jedoch Wolf um seine Einsatzzeit kämpfen und bekam diese im Wesentlichen erst in seinem dritten Studienjahr als Junior, bevor er im Februar 2013 nach einer privaten Auseinandersetzung mit einer Kommilitonin vorläufig von der Hochschule verwiesen wurde. Nach des Rücknahme des Verweises und Wolfs Sperre bekam dieser jedoch kein weiteres Stipendium für sein abschließendes Studienjahr, so dass sich Wolf zur Rückkehr nach Deutschland entschloss. In diesem Jahr gewann Giffey zusammen mit Leon Tolksdorf und MOP Shabazz Napier eine weitere NCAA-Meisterschaft mit den Huskies.
Zurück in Deutschland bekam Wolf einen Vertrag beim Erstligisten Telekom Baskets Bonn in der Bundesliga-Spielzeit 2013/14. Mit Doppellizenz spielte Wolf zunächst vor allem für die zweite Mannschaft in der viertklassigen Regionalliga und kam in der höchsten Spielklasse für die Profimannschaft auf neun Kurzeinsätze bis Jahresende 2013. Etwas überraschend einigte sich Wolf mit dem Verein zu Beginn des Jahres 2014 auf eine Vertragsauflösung. Zum Ende des Monats Januar 2014 schloss sich Wolf dem unter rent4office firmierenden ehemaligen Erstligisten aus Nürnberg in der zweithöchsten Spielklasse ProA an. Mit dieser Mannschaft erreichte Wolf in der ProA-Spielzeit 2013/14 auf dem sechsten Platz die Play-offs um den Aufstieg. Die entscheidende Halbfinalserie um den Aufstieg verlor man dann jedoch gegen die Crailsheim Merlins. Zur ProA-Saison 2014/15 wechselte Wolf zu den Knights aus Kirchheim unter Teck, mit denen er jedoch den Einzug in die Aufstiegs-Play-offs verpasste.
Wolf begann die Saison 2015/16 beim Bundesligisten Medi Bayreuth. Nach neun Einsätzen und dem Ablauf eines Zweimonatsvertrages verließ er den Verein und wechselte im Dezember 2015 zum spanischen Drittligisten Ametx Zornotza. Dort kam er auf zwölf Einsätze, in denen er im Schnitt 11,2 Punkte und 7,8 Rebounds erzielte. Zum Ende der Saison 2015/16 spielte Wolf noch kurzzeitig für den luxemburgischen Erstligisten Musel Pikes.
Am 30. Juni 2016 wurde er vom deutschen Zweitligaverein Hamburg Towers verpflichtet. Nach dem Ende der Saison 2017/18 wechselte Wolf innerhalb der 2. Bundesliga ProA zu den Tigers Tübingen, die zuvor aus der Bundesliga abgestiegen waren. In Bezug auf die statistischen Werte war das Spieljahr 2016/17 das erfolgreichere seiner Hamburger Zeit, als er im Schnitt 8,9 Punkte sowie 6,9 Rebounds erzielte. Wolf kam in der Zweitligasaison 2018/19 auf Mittelwerte von 13,9 Punkte (damit drittbester Korbschütze der Tübinger Mannschaft) und 8,6 Rebounds (mannschaftsinterner Höchstwert). Das waren zugleich die besten Werte, die er in seiner Tübinger Zeit verbuchte. Er wurde in Tübingen Mannschaftskapitän, nach dem Ende der Saison 2020/21 kam es zwischen der Mannschaft und Wolf zur Trennung. Er setzte seine Laufbahn beim Zweitligisten Gladiators Trier fort. Für die Moselaner brachte es der Innenspieler in der Runde 2021/22 auf Mittelwerte von 9,8 Punkte und 6,9 Rebounds je Begegnung und verließ die Mannschaft in der Sommerpause 2022 mit Ziel SC Rasta Vechta (ebenfalls 2. Bundesliga ProA). Kurz darauf wechselte auch Wolfs Bruder Julius nach Vechta. In elf Ligaeinspielen für die Niedersachsen erzielte er im Schnitt 3,7 Punkte und 3 Rebounds.
Am 17. Januar 2023 wechselte Wolf innerhalb der 2. Bundesliga zum Gießen 46ers. Er kündigte im April 2023 an, sich mit dem Ende der Saison 2022/23 aus dem Profibereich zurückzuziehen.

## Persönliches
Wolfs gut zwei Jahre jüngerer Bruder Julius ist ebenfalls Basketballprofi. Auch seine Schwester Ronja spielte Basketball auf Leistungsniveau.
Die Eltern Horst und Inken Wolf waren ebenfalls erfolgreiche Basketballspieler.